# Teamsprint

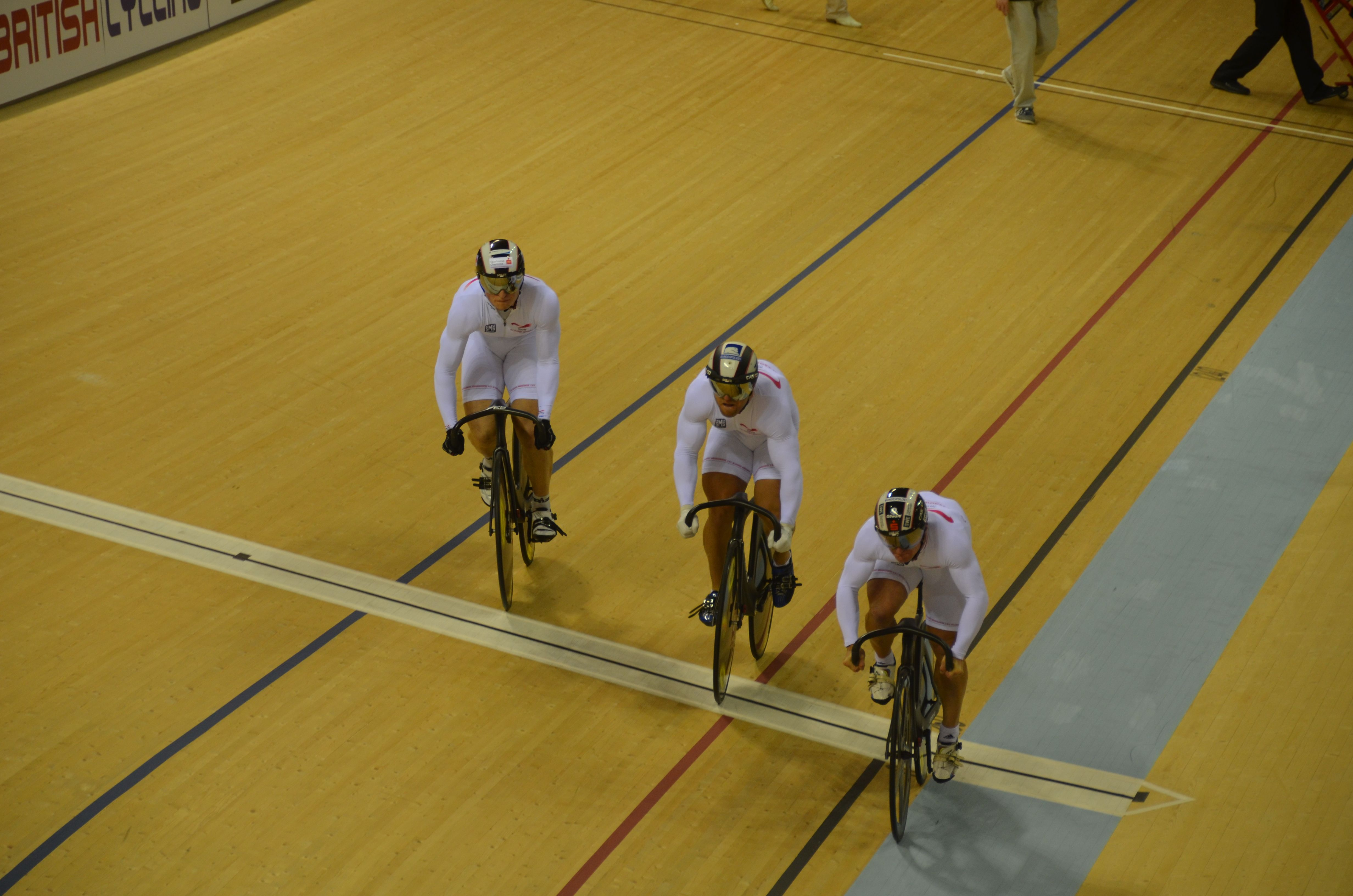
Start zu einem Teamsprint-Lauf beim Bahnrad-Weltcup 2012/2013 in Glasgow

Der Teamsprint (bis 2001 „Olympischer Sprint“) ist eine Disziplin des Bahnradsports.

## Regeln
Beim Teamsprint agieren jeweils drei Fahrer als eine Mannschaft, wobei der jeweils führende nach einer Runde ausscheidet. Der Start erfolgt an der Verfolgerlinie, auf den gegenüberliegenden Geraden der Bahn, dabei wird von Anfang an maximales Tempo gefahren. Die beiden ersten Fahrer dienen dem dritten als Anfahrer, so kann der letzte Mann seine Kräfte für die letzte Runde im Windschatten schonen. Die ersten beiden Fahrer müssen jeweils bis zum Ende ihrer Runde mit ihrem Vorderrad vor dem des nachfolgenden Fahrers bleiben und müssen sich spätestens 15 Meter nach Beendigung der Runde oberhalb der roten Sprinterlinie befinden. Außerdem ist Anschieben zwischen Teammitgliedern verboten.
Der Teamsprint gehört zu den Distanzen, auf denen der Radsport-Weltverband Weltrekorde anerkennt. Da beim Teamsprint stets drei Runden gefahren werden, ist die zurückgelegte Distanz abhängig von der Rundenlänge. Der Vergleichbarkeit halber werden Weltrekorde daher nur auf 250-Meter-Bahnen anerkannt, die bei Weltmeisterschaften und Olympischen Spielen ohnehin vorgeschrieben sind.
Turniermodus: Bei Weltmeisterschaften und kontinentalen Meisterschaften ebenso wie bei Olympischen Spielen und im Nations Cup findet der Teamsprint in drei Phasen statt:
- In der Qualifikation setzt jedes Team einzeln eine Zeit. Die acht schnellsten Teams kommen weiter.
- In der Zwischenrunde (offiziell 1. Runde genannt) fährt das schnellste Team gegen das achtschnellste, das zweite gegen das siebte, das dritte gegen das sechste und das vierte gegen das fünfte Team. Die vier siegreichen Mannschaften kommen in die Finals.
- Das Finale um Platz eins bestreiten die beiden zeitschnellsten Siegerteams der Zwischenrunde, das Finale um Platz drei die beiden anderen Laufsieger.

Team-Mitglieder können von einer zur nächsten Phase gewechselt werden, jedoch müssen alle teilnehmenden Fahrer zuvor angemeldet sein. Bei der Siegerehrung werden alle im Verlauf des Wettkampfs eingesetzten Fahrer ausgezeichnet.

## Entwicklung
Der Teamsprint wurde zunächst nur für Männer eingeführt unter dem Namen „Olympischer Sprint“. Erstmals kam er 1995 bei Weltmeisterschaften und 2000 bei den Olympischen Spielen zur Anwendung. Die Umbenennung in „Teamsprint“ erfolgte Anfang 2002. Der Teamsprint der Frauen wurde 2006 erstmals in die Regeln aufgenommen und war ab 2007 bei Weltmeisterschaften sowie ab 2012 bei Olympischen Spielen im Programm. Anfangs wurde der Wettbewerb bei den Frauen nur mit zwei Sportlerinnen durchgeführt, erst seit Juni 2020 gehen – mit Ausnahme der wegen der COVID-19-Pandemie verschobenen Olympischen Spiele 2020 – wie bei den Männern drei Sportlerinnen an den Start.
Die Wechsel-Regel war zunächst so formuliert, dass die ersten beiden Fahrer bis zum Ende ihrer Runde führen und innerhalb von 15 Metern vor oder nach der Verfolgerlinie ausscheren mussten. Bei den Bahnradsport-Weltmeisterschaften 2012 und den nachfolgenden Olympischen Spielen 2012 wurde die Regel strikt angewandt, was mehrere wettbewerbs-entscheidende Konsequenzen hatte. Bei den Weltmeisterschaften betraf dies die beiden schnellsten Männer-Teams, Großbritannien und Deutschland; bei den Olympischen Spielen profitierte das deutsche Frauen-Team hingegen von der Relegation Großbritanniens und Chinas und gewann Gold. Als Konsequenz wurde die Regel ab Oktober 2012 geändert: Die führenden Fahrer mussten nun bis zum Ende ihrer Runde mit ihrem gesamten Rad vor dem des ablösenden Fahrers bleiben und spätestens 15 Meter nach der Verfolgerlinie ausgeschert sein. Ab Oktober 2016 wurde die Regel dahingehend gelockert, dass der führende Fahrer nur noch mit seinem Vorderrad vorn sein muss.
Der Wettbewerb wurde ursprünglich nur bei Weltmeisterschaften in drei Phasen durchgeführt, in allen anderen Wettbewerben waren nur Qualifikation und Finale vorgesehen. 2004 wurde die Zwischenrunde bei Weltmeisterschaften gestrichen, 2007 bei Olympischen Spielen wieder eingeführt. 2016 wurde sie auch bei Weltmeisterschaften und Weltcup wieder eingeführt, 2023 zudem bei kontinentalen Meisterschaften.

## Paracycling
Im Paracycling gibt es Mixed-Teamsprints in den Leistungsklassen C (Rennrad) und B (Tandem).
Der Teamsprint mit Rennrad findet mit drei männlichen oder weiblichen Athleten der Leistungsklassen C1–C5 statt. Um einen ausgeglichenen Wettkampf zu ermöglichen, wird jeder Leistungsklasse eine Punktzahl zwischen 1 und 4 zugeordnet, und die Gesamtpunktzahl eines Teams darf 10 nicht überschreiten. Mannschaften konnten in der Vergangenheit auch vollständig aus Männern oder vollständig aus Frauen bestehen; ab 2025 müssen sie gemischt sein. Ein Wettbewerb umfasst Qualifikation und Finale, wobei das Finale um Platz 1 von den zwei schnellsten Qualifikanten bestritten wird und das Finale um Platz 3 von den beiden nächstschnellsten. Der Rennrad-Teamsprint ist seit 2000 Teil der Paralympischen Spiele und wird seit Anbeginn bei den Paracycling-Bahnweltmeisterschaften der UCI durchgeführt.
Der Mixed-Tandem-Teamsprint wird über drei Runden mit zwei Tandems durchgeführt, wobei ein Tandem zwei Runden führt und das andere die letzte Runde allein bestreitet. Eins der Tandems muss eine männliche und eins eine weibliche Besatzung haben. Qualifikation und Finale sind wie beim Rennrad-Teamsprint geregelt. Der Mixed-Tandem-Teamsprint ist seit 2020 Teil der Weltmeisterschaften, war aber noch nie bei den Paralympischen Spielen im Programm.

## Ergebnisse bei Bahnradsport-Weltmeisterschaften

### Männer
| Jahr | Gold                                                                         | Silber                                                                | Bronze                                                                 |
| ---- | ---------------------------------------------------------------------------- | --------------------------------------------------------------------- | ---------------------------------------------------------------------- |
| 1995 | Jan van Eijden, Michael Hübner, Jens Fiedler                                 | Benoît Vétu, Florian Rousseau, Hervé Thuet                            | Marty Nothstein, Erin Hartwell, William Clay                           |
| 1996 | Darryn Hill, Shane Kelly, Gary Neiwand                                       | Michael Hübner, Jens Fiedler, Sören Lausberg                          | Laurent Gané, Florian Rousseau, Hervé Thuet                            |
| 1997 | Vincent Le Quellec, Florian Rousseau, Arnaud Tournant                        | Sören Lausberg, Eyk Pokorny, Jan van Eijden                           | Danny Day, Shane Kelly, Sean Eadie                                     |
| 1998 | Vincent Le Quellec, Florian Rousseau, Arnaud Tournant                        | Danny Day, Shane Kelly, Graham Sharman                                | Sören Lausberg, Stefan Nimke, Eyk Pokorny                              |
| 1999 | Laurent Gané, Florian Rousseau, Arnaud Tournant                              | Chris Hoy, Craig MacLean, Jason Queally                               | Sören Lausberg, Stefan Nimke, Eyk Pokorny                              |
| 2000 | Laurent Gané, Florian Rousseau, Arnaud Tournant                              | Chris Hoy, Craig MacLean, Jason Queally                               | José Antonio Villanueva, José Antonio Escuredo, Salvador Meliá         |
| 2001 | Laurent Gané, Florian Rousseau, Arnaud Tournant                              | Jobie Dajka, Ryan Bayley, Sean Eadie                                  | Chris Hoy, Craig MacLean, Jason Queally                                |
| 2002 | Jamie Staff, Chris Hoy, Craig MacLean                                        | Jobie Dajka, Ryan Bayley, Sean Eadie                                  | Jens Fiedler, Sören Lausberg, Carsten Bergemann                        |
| 2003 | Carsten Bergemann, René Wolff, Jens Fiedler                                  | Laurent Gané, Mickaël Bourgain, Arnaud Tournant                       | Craig MacLean, Chris Hoy, Jamie Staff                                  |
| 2004 | Mickaël Bourgain, Laurent Gané, Arnaud Tournant                              | José Antonio Escuredo, Salvador Meliá, José Antonio Villanueva        | Craig MacLean, Chris Hoy, Jamie Staff                                  |
| 2005 | Chris Hoy, Jason Queally, Jamie Staff                                        | Theo Bos, Teun Mulder, Tim Veldt                                      | Matthias John, René Wolff, Stefan Nimke                                |
| 2006 | Grégory Baugé, Mickaël Bourgain, Arnaud Tournant                             | Chris Hoy, Craig MacLean, Jamie Staff                                 | Ryan Bayley, Shane Kelly, Shane Perkins                                |
| 2007 | Grégory Baugé, Mickaël Bourgain, Arnaud Tournant                             | Chris Hoy, Craig MacLean, Ross Edgar                                  | Robert Förstemann, Stefan Nimke, Maximilian Levy                       |
| 2008 | Grégory Baugé, Kévin Sireau, Arnaud Tournant                                 | Ross Edgar, Chris Hoy, Jamie Staff                                    | Theo Bos, Teun Mulder, Tim Veldt                                       |
| 2009 | Grégory Baugé, Mickaël Bourgain, Kévin Sireau                                | Matthew Crampton, Jason Kenny, Jamie Staff                            | René Enders, Robert Förstemann, Stefan Nimke                           |
| 2010 | Robert Förstemann, Maximilian Levy, Stefan Nimke                             | Grégory Baugé, Michaël D’Almeida, Kévin Sireau                        | Ross Edgar, Chris Hoy, Jason Kenny                                     |
| 2011 | René Enders, Maximilian Levy, Stefan Nimke                                   | Matthew Crampton, Chris Hoy, Jason Kenny                              | Daniel Ellis, Matthew Glaetzer, Jason Niblett                          |
| 2012 | Shane Perkins, Scott Sunderland, Matthew Glaetzer                            | Grégory Baugé, Kévin Sireau, Michaël D’Almeida                        | Ethan Mitchell, Sam Webster, Edward Dawkins                            |
| 2013 | René Enders, Stefan Bötticher, Maximilian Levy                               | Edward Dawkins, Ethan Mitchell, Sam Webster                           | Julien Palma, François Pervis, Michaël D’Almeida                       |
| 2014 | Ethan Mitchell, Sam Webster, Edward Dawkins                                  | René Enders, Robert Förstemann, Maximilian Levy                       | Grégory Baugé, Kévin Sireau, Michaël D’Almeida                         |
| 2015 | Grégory Baugé, Kévin Sireau, Michaël D’Almeida                               | Ethan Mitchell, Sam Webster, Edward Dawkins                           | Joachim Eilers, René Enders, Robert Förstemann                         |
| 2016 | Ethan Mitchell, Sam Webster, Edward Dawkins                                  | Jeffrey Hoogland, Nils van ’t Hoenderdaal, Matthijs Büchli, Hugo Haak | Joachim Eilers, Max Niederlag, René Enders                             |
| 2017 | Ethan Mitchell, Sam Webster, Edward Dawkins                                  | Jeffrey Hoogland, Harrie Lavreysen, Matthijs Büchli                   | Benjamin Edelin, Sébastien Vigier, Quentin Lafargue                    |
| 2018 | Nils van ’t Hoenderdaal, Harrie Lavreysen, Jeffrey Hoogland, Matthijs Büchli | Jack Carlin, Ryan Owens, Jason Kenny, Philip Hindes, Joseph Truman    | François Pervis, Sébastien Vigier, Quentin Lafargue, Michaël D’Almeida |
| 2019 | Roy van den Berg, Harrie Lavreysen, Jeffrey Hoogland, Matthijs Büchli        | Grégory Baugé, Sébastien Vigier, Quentin Lafargue, Michaël D’Almeida  | Alexander Scharapow, Denis Dmitrijew, Pawel Jakuschewski               |
| 2020 | Roy van den Berg, Harrie Lavreysen, Jeffrey Hoogland, Matthijs Büchli        | Ryan Owens, Jack Carlin, Jason Kenny                                  | Thomas Cornish, Nathan Hart, Matthew Richardson                        |
| 2021 | Roy van den Berg, Harrie Lavreysen, Jeffrey Hoogland                         | Florian Grengbo, Sébastien Vigier, Rayan Helal                        | Nik Schröter, Stefan Bötticher, Joachim Eilers                         |
| 2022 | Matthew Glaetzer, Leigh Hoffman, Matthew Richardson, Thomas Cornish          | Roy van den Berg, Harrie Lavreysen, Jeffrey Hoogland                  | Alistair Fielding, Hamish Turnbull, Jack Carlin                        |
| 2023 | Roy van den Berg, Harrie Lavreysen, Jeffrey Hoogland                         | Matthew Glaetzer, Leigh Hoffman, Matthew Richardson, Thomas Cornish   | Florian Grengbo, Sébastien Vigier, Rayan Helal                         |
| 2024 | Roy van den Berg, Harrie Lavreysen, Jeffrey Hoogland                         | Ryan Elliott, Leigh Hoffman, Thomas Cornish                           | Yoshitaku Nagasako, Yuta Obara, Kaiya Ōta                              |

### Frauen
| Jahr | Gold                                               | Silber                                                                      | Bronze                                                |
| ---- | -------------------------------------------------- | --------------------------------------------------------------------------- | ----------------------------------------------------- |
| 2007 | Victoria Pendleton, Shanaze Reade                  | Yvonne Hijgenaar, Willy Kanis                                               | Kristine Bayley, Anna Meares                          |
| 2008 | Victoria Pendleton, Shanaze Reade                  | Gong Jinjie, Zheng Lulu                                                     | Dana Glöß, Miriam Welte                               |
| 2009 | Kaarle McCulloch, Anna Meares                      | Victoria Pendleton, Shanaze Reade                                           | Gintarė Gaivenytė, Simona Krupeckaitė                 |
| 2010 | Kaarle McCulloch, Anna Meares                      | Gong Jinjie, Lin Junhong                                                    | Gintarė Gaivenytė, Simona Krupeckaitė                 |
| 2011 | Kaarle McCulloch, Anna Meares                      | Victoria Pendleton, Jessica Varnish                                         | Gong Jinjie, Guo Shuang                               |
| 2012 | Miriam Welte, Kristina Vogel                       | Kaarle McCulloch, Anna Meares                                               | Gong Jinjie, Guo Shuang                               |
| 2013 | Miriam Welte, Kristina Vogel                       | Gong Jinjie, Guo Shuang                                                     | Victoria Williamson, Rebecca James                    |
| 2014 | Miriam Welte, Kristina Vogel                       | Lin Junhong, Zhong Tianshi                                                  | Jessica Varnish, Rebecca James                        |
| 2015 | Gong Jinjie, Zhong Tianshi                         | Darja Schmeljowa, Anastassija Woinowa                                       | Kaarle McCulloch, Anna Meares                         |
| 2016 | Darja Schmeljowa, Anastassija Woinowa              | Gong Jinjie, Zhong Tianshi                                                  | Miriam Welte, Kristina Vogel                          |
| 2017 | Darja Schmeljowa, Anastassija Woinowa              | Kaarle McCulloch, Stephanie Morton                                          | Miriam Welte, Kristina Vogel                          |
| 2018 | Miriam Welte, Kristina Vogel, Pauline Grabosch     | Kyra Lamberink, Shanne Braspennincx, Laurine van Riessen, Hetty van de Wouw | Darja Schmeljowa, Anastassija Woinowa                 |
| 2019 | Kaarle McCulloch, Stephanie Morton                 | Darja Schmeljowa, Anastassija Woinowa                                       | Miriam Welte, Emma Hinze                              |
| 2020 | Pauline Grabosch, Emma Hinze, Lea Sophie Friedrich | Kaarle McCulloch, Stephanie Morton                                          | Chen Feifei, Zhong Tianshi                            |
| 2021 | Pauline Grabosch, Emma Hinze, Lea Sophie Friedrich | Natalja Antonowa, Darja Schmeljowa, Jana Tyschtschenko                      | Millicent Tanner, Sophie Capewell, Blaine Ridge-Davis |
| 2022 | Pauline Grabosch, Emma Hinze, Lea Sophie Friedrich | Bao Shanju, Guo Yufang, Yuan Liying                                         | Lauren Bell, Sophie Capewell, Emma Finucane           |
| 2023 | Pauline Grabosch, Emma Hinze, Lea Sophie Friedrich | Lauren Bell, Sophie Capewell, Emma Finucane                                 | Bao Shanju, Guo Yufang, Yuan Liying                   |
| 2024 | Sophie Capewell, Emma Finucane, Katy Marchant      | Kimberly Kalee, Hetty van de Wouw, Steffie van der Peet, Kyra Lamberink     | Kristina Clonan, Alessia McCaig, Molly McGill         |